# Симон де Вексен
Симон де Вексен (фр. Simon de Vexin; ум. 30 сентября/1 октября 1080) — граф де Бар-сюр-Об и Витри-ан-Пертуа 1065/1067 — 1077, граф Амьена, Вексена и Валуа 1074—1077, граф Мондидье и Перонны 1074—1076, второй сын графа Рауля III (IV) Великого и графини Аэлис де Бар-сюр-Об. В 1077 году постригся в монахи.

## Биография
Год рождения Симона неизвестен. Он воспитывался при дворе герцога Нормандии (а позже короля Англии) Вильгельма Завоевателя, поскольку был родственником Матильды Фландрской. Он был помолвлен с Агатой (ок. 1064 — до 1074), дочерью Вильгельма, однако позже помолвка была отменена.
Первоначально Симон собирался посвятить себя духовной карьере, но после гибели старшего брата Готье он стал наследником отца и получил графства Бар-сюр-Об и Витри-ан-Пертуа в Шампани (наследство матери). А после смерти отца Симон унаследовал графства Амьен, Вексен, Валуа, Мондидье и Перонна.
Из-за шампанских владений у Симона возник конфликт с королём Франции Филиппом I. Вскоре конфликт перерос в настоящую войну, которая длилась 3 года. В результате неё армия Филиппа разорила Валуа, а войска Симона разграбили королевские владения. Но в конфликт вмешался папа римский Григорий VII, который велел аббату Клюни Гуго примирить соперников.
В 1076 году Симон вернул захваченные ещё его отцом Мондидье и Перонну законным наследникам, а тело отца, которое первоначально было похоронено в Мондидье, 22 марта 1076 года было перезахоронено в аббатстве Святого Арнуля в Крепи-ан-Валуа.
В 1077 году Симон, который был обручён с дочерью Альберта II, графа де Ла Марш, постригся в монахи и удалился в монастырь Сен-Кентин. По легенде это произошло под действием вида полуразложившегося тела отца. Свои владения он передал сестре Аделаис (Хильдебранде) и её мужу Герберту IV де Вермандуа. Однако король Франции Филипп I захватил часть Валуа (Компьень), а также Вексен, присоединив большую часть к королевскому домену. Исключение составила часть Вексена, которая была присоединена к Нормандии. А графство Амьен было подчинено епископом Амьена.
Став монахом, Симон не раз выступал как третейский судья в различных спорах. Он способствовал примирению Вильгельма Завоевателя с его сыном Робертом Куртгёзом, а в 1080 году Симон был направлен папой Григорием VII на Сицилию для переговоров с Робертом Гвискаром. По возвращении из этого посольства Симон умер в Риме и был похоронен в соборе Святого Петра.
Позже Симон был канонизирован. Его память отмечается 29 сентября.
Симон является одним из действующих лиц романа Антонина Ладинского «Анна Ярославна — королева Франции».